# 前田麻衣子
前田 麻衣子（まえだ まいこ、1975年9月21日 - ）は、中京テレビ放送のアナウンサー。

## 来歴
大学卒業後、1998年に中京テレビに入社。入社直後は主に情報番組と紀行番組を担当し、アナウンサーとしては異例なほど数多くの入浴シーンを披露した。2004年10月に結婚してからは報道番組を中心に活動しているが、その後も『ラッキー!!』で入浴シーンや水着姿を披露することがあった。
気象予報士の資格を有していないが、担当番組で長らく気象情報コーナーを担当していたことから特例で気象キャスターネットワークに加入している。
2015年6月26日、自身のブログにて産前産後および育児休業に入ることを発表。2016年8月に復帰。
2025年7月1日、自身のInstagramでアナウンサーと、経営企画局サスティナビリティ推進グループの仕事を兼任することを報告した。

## 人物
- 趣味はスキューバダイビングで、潜水士の資格も有している。また、バイクツーリングにも凝っており、2008年にKawasaki W400を購入して以来たびたびツーリングに出掛けている。大型自動二輪免許を取得してからは、夫から譲ってもらったハーレーダビッドソン・スポーツスターXL1200Rを愛車にしている[5]。

## 担当番組
太字は担当中
- キャッチ!（ナレーション）
- NNN各ニュース（ローカル枠）
- ぐっと（MC）（開始-2021年9月）不定期ナレーション
- あなたと中京テレビ
- 教児のおめざめワイド → おめざめワイド!530 → おめざめワイド（リポーター）
- 心にエール!ふるさと夢図鑑（リポーター）
- Chu!サイト
- P.S.愛してる! （アシスタント）
- クスクス（リポーター）
- 道くさ大王（2000年10月 - 2001年3月、進行役）
- 中京テレビニュースプラス1 （2001年10月[6] - 2006年3月[7]、リポーター）
- ほっとてれび（2002年4月 - 2003年3月、月曜リポーター）
- SPORTS STADIUM （2002年4月 - 2005年、キャスター）
- アンデュ（2004年5月 - 2009年3月、ナレーター）
- PS （2005年[8] - 2013年3月、アシスタント → 不定期出演）
- 中京テレビNEWSリアルタイム（リポーター）
- Myワーク（2007年7月 - 2007年12月、ナレーター）
- 中京テレビNEWS （2009年4月 - 2009年10月、キャスター）
- ラッキー!! （2009年4月 - 2013年9月、MC） - 2013年4月からは姉妹番組『ラッキーフライデー!!』も担当。
- news every. 中京テレビローカルパート（リポーター・不定期プレゼンキャスター）
- アナアナ商会（不定期出演）
- 幸せの黄色い仔犬（2012年10月 - 2013年3月、「日曜☆刑事」担当）
- 4U （2013年10月 - 2015年3月、MC）
- 夢R人生（ナレーション）
- チケット! （ナレーション）
- ストライク!（2018年11月 - 2020年3月、MC）不定期出演
- カミング（2024年10月4日 - ）番組キャラクター「かみっちょ」の声を担当